# 王坦之
王坦之（330年—375年），字文度，太原郡晉陽县（今山西省太原县）人。東晉太原王氏族人，尚書令王述之子，曾與謝安等人在朝中抗衡桓溫，阻止簡文帝死前幾同於讓國予桓溫的詔令，桓溫死後亦一度與謝安等人輔政。

## 生平
王坦之成年後與郗超都有很高名聲，當時人都說：「盛德絕倫郗嘉賓，江東獨步王文度。」江虨選舉官員時，就打算以王坦之任尚書郎，然而王坦之卻說：「自東晉建立起，尚書郎都只用次等的人才，怎可以打算由我去當此職！」江虨知道後打消念頭。當時任撫軍將軍的司馬昱於是起用他為掾，歷遷參軍和從事中郎，後任其司馬，加散騎常侍。
王坦之後來轉任桓溫的長史。太和三年（368年）父親王述逝世，王坦之離職守喪。事後被徵拜為侍中，並襲父爵藍田侯。太和六年（371年），桓溫廢黜晉廢帝，王坦之領左衞將軍。後又領本州大中正。
咸安二年（372年），晉簡文帝司馬昱臨死前下詔以大司馬桓溫倣效昔日周公旦居攝代帝執政，更寫道：「若那小伙子可輔助，你就輔助他，若不能，你可以自取帝位。」王坦之於是手持詔書見簡文帝，並在他面前撕毀詔書。簡文帝說：「晉室天下，只是因好運而意外獲得，你又厭惡這個決定甚麼呢！」王坦之卻說：「晉室天下，是晉宣帝和晉元帝建立的，又怎由得陛下你獨斷獨行！」簡文帝於是命王坦之修改詔命，改以桓溫倣效諸葛亮和王導輔政。
寧康元年（373年），桓溫逝世，王坦之與謝安、王彪之等人共輔幼主，並遷任中書令，領丹楊尹。寧康二年（374年），徐兗二州刺史刁彝逝世，王坦之於是出鎮，任命為北中郎將、都督徐、兗、青三州諸軍事、徐兗二州刺史，鎮守廣陵。臨出鎮時，上表請年幼的晉孝武帝尊敬太后，親近並信任尚書僕射謝安及中軍將軍桓沖，專心政事等。另一方面，當時謝安喜好音律，連為親友服喪的喪期都沒有停止音樂演奏，更成為當時士大夫的風氣。王坦之於是多番苦諫，但謝安不肯接受。
寧康三年五月丙午日（375年6月16日），王坦之逝世，享年四十六歲。臨終前仍與謝安和桓沖通書信，內容都是憂國家之事，並不論及私事。朝野對王坦之的死都十分痛惜，朝廷追贈安北將軍，諡號為獻。

## 性格特徵
- 《王中郎傳》寫王坦之「器度淳深，孝友天至，譽緝朝野，標的當時」。《續晉陽秋》又稱其「雅貴有識量，風格峻整」。
- 王坦之有氣魄，推崇刑名之學，尤其憎恨莊子，故曾作《廢莊論》。

## 逸事
- 桓溫一次入京謁陵，謝安與王坦之都奉命到新亭迎接，而桓溫亦在當地設下伏兵，並打算藉機殺害謝安及王坦之。當時王坦之十分害怕，並問謝安有何對策。但謝安神情不變，更稱「晉祚存亡，在此一行。」二人於是同往。王坦之在場表現得很失措，連手板也倒轉拿著，流汗沾衣。謝安卻舉止如常，並說：「安聞諸侯有道，守在四鄰；明公何須壁後置人？」桓溫只有笑著撤去伏兵。當時的人以此評定王坦之與謝安的優劣。[3]
- 王坦之備受父親疼愛，即使長大了仍會被父親王藍田抱著坐於膝上，故有「膝上王文度」之語。[4]
- 王坦之與僧人支道林感情不睦，一次王坦之就稱支道林只會詭辯，而支道林則說王坦之：「戴著「膩顏帢」（連額頭都沒遮住的帽子），穿著單薄的布衣，拿著《左傳》，跟在鄭康成的車子後面跑，真想知道這是甚麼裝滿塵垢的口袋——比喻沒有學識才能的人。（典故出自《四十二章經》：「天神獻玉女於其佛，佛曰：『此是革囊盛眾穢耳。』」）」[5]。又一次支道林作了《即色論》，並給王坦之看。但王坦之沉默不語，支道林問他是否將知識默記在心，但王坦之則說：「既無文殊，誰能見賞。（典故出自《維摩詰經》：「文殊師利問維摩詰云：『何者是菩薩入不二法門？』時維摩詰默然無言。文殊師利歎曰：『是眞入不二法門也。』[6]）」[7]

## 家庭

### 夫人
- 范盖，出自顺阳范氏，范汪之女[8]

### 子女
- 王愷，王坦之長子，嗣子，官至丹楊尹。
- 王愉，王坦之次子，官至江州刺史。桓玄篡位時為尚書僕射。桓玄敗後因劉裕而試圖謀反，被誅殺。
- 王國寶，王坦之三子，與會稽王司馬道子專權，官至尚書左僕射。後被王恭討伐，被司馬道子殺害。
- 王忱，王坦之四子，官至荊州刺史。
- 太原王氏，嫁谢安孙谢璞[9]。